# Marco zero da cidade de São Paulo
O marco zero da cidade de São Paulo é um monumento geográfico localizado na Praça da Sé, zona central da cidade de São Paulo, em frente à Catedral da Sé. O prisma hexagonal revestido de mármore representa o centro geográfico da cidade, onde todas as medições de distância situadas nas placas toponímicas da mesma são estabelecidas. Assim, quanto mais próxima do monumento (ou do centro da cidade), mais baixa será a numeração das casas de uma rua.
O monumento foi pensado com a intenção de organizar um sistema. O marco zero, portanto, tornou-se o ponto de referência na ordenação numérica de quilometragem das vias que se iniciam na capital paulista, assim como medição de linhas ferroviárias, aéreas e numeração telefônica.
O Marco Zero não só assume uma respeitável região turística do município. Inicialmente assume uma finalidade do qual o particular nome já identifica, representando o centro geográfico da prefeitura, em que todas as medições de distâncias das placas toponímicas paulistanas se introduzem.
Aquilo que vemos atualmente na praça da Sé é um encadeamento de empreendimentos para estabilizar um concentrado instrumento na cidade, com atribuição de indicar a inauguração da numeração das vias públicas e rodovias estaduais, de maneira que seja correspondente para a intermediações das linhas ferroviárias, aéreas e telefônicas.
A prefeitura de São Paulo reconhece o monumento como um forte sentimento paulista, ressaltando o papel de formação não apenas do Estado de São Paulo, mas também do Brasil. O Marco Zero é pleno de valor simbólico.
No totem hexagonal, a cidade de Santos (sudeste) é representada por um navio a vapor, o Estado do Paraná (sul) uma Araucária, Rio de Janeiro (nordeste) com uma bananeira e o Pão de Açúcar, Minas Gerais (norte) com equipamento de mineração, Goiás (noroeste) instrumento usado no garimpo e Mato Grosso* (sudoeste) com os bandeirantes.
*Quando o monumento foi construído, a área sudoeste ainda pertencia ao Mato Grosso. Atualmente, o sudoeste indica o Mato Grosso do Sul.
O monumento atual é o último de quatro tentativas frustradas de marcar um marco zero na Cidade de São Paulo. A primeira tentativa foi em frente a primeira Igreja da Sé, onde hoje encontra-se a Rua Venceslau Brás. O segundo não foi marcado por um monumento específico, mas sim pela torre da segunda Igreja, depois foi criado um monumento ao lado da Igreja, com o intuito de retirar da Igreja a importante função de demarcar a centralização da cidade, e esse é o terceiro, que possuía não só essa função, mas também a importante função turística na Cidade de São Paulo. Após a demolição da Igreja da Sé, no início do século XX, São Paulo ficou sem uma centralização, até que o jornalista Américo R. Neto lançou a proposta de se construir um novo Marco Zero para a Cidade de São Paulo em 1921. A proposta foi aprovada pelo governo e construída pelo artista francês Jean Gabriel Villin, e assim se construiu o atual monumento hexagonal que demarca a centralização da Cidade de São Paulo nos dias atuais.

## História

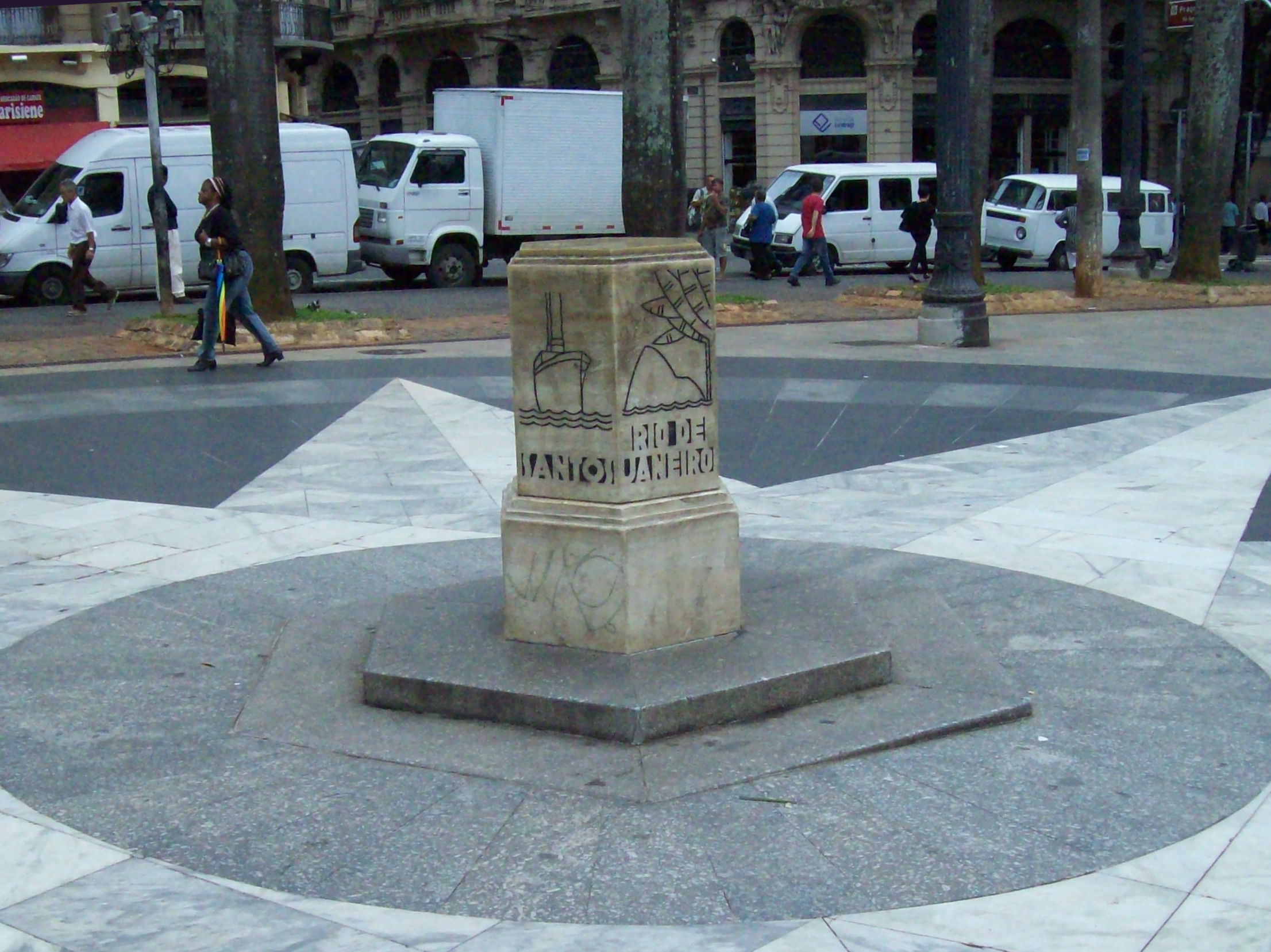
A estrutura é um ponto turístico da cidade

### Antecedentes
No início do século XX, não havia um meio de demarcar o início da numeração das vias públicas paulistanas (que tinham seus marcos iniciais espalhados por diferentes pontos da cidade), e dessa forma, a construção do monumento foi uma das muitas tentativas de fixar uma centralidade material na cidade. O primeiro marco ficava em frente à primeira igreja da Sé, na altura da atual rua Venceslau Brás; o segundo não era um monumento específico, mas a torre da segunda igreja; posteriormente, foi criado um monumento ao lado da mesma matriz, retirando da igreja a função de demarcar a centralidade urbana. Quando a igreja da Sé foi demolida no inicio do século XX, uma nova Catedral com uma grande praça à sua frente tomaram conta do lugar. As diversas localizações que serviam como ponto de partida para as estradas surgidas na capital estavam situadas em regiões como Penha (SP-Rio de Janeiro), Sacomã (SP-Santos), Perdizes (SP-Goiás), Ponte Grande (SP-Minas Gerais) e Pinheiros (SP-Paraná).

## Construção
Proposto em 1921 pelo jornalista e membro da Associação Paulista de Boas Estradas Américo R. Netto, a construção do monumento tal qual conhecemos hoje só foi aprovada pelo então prefeito da cidade, Antônio Carlos de Assunção, em 1932  – após outras duas versões terem sido instaladas na região.
O fator determinante na escolha do local para a implementação o do marco zero na praça da Sé, foi justamente a idealização de uma tradição histórica. Em tempos passados (época colonial), a maneira que os paulistas adotaram para se orientar foi a designação de distâncias através da porta do templo que localizava-se no então “largo da Sé”, antecedendo a construção da catedral atual.
O marco zero da cidade de São Paulo foi inaugurado em 18 de setembro de 1934, às 14 horas pelo prefeito da época Fábio da Silva Prado, sendo o primeiro marco zero de toda a América do Sul. O monumento, adornado pelo escultor francês Jean Gabriel Villin, tornou-se o primeiro do gênero na América do Sul – e serviu de exemplo a diversos outros estados do país, que não demoraram muito para construir o marco zero de seus próprios territórios.  O Marco Zero significa o conjunto de ideias da época em que foi concebido e implantado: um intenso sentimento paulista demonstra o símbolo central do Estado de São Paulo na formação do Brasil. Mais que uma simples referência espacial, o Marco Zero é um monumento, pleno de valor simbólico.
A praça da Sé foi o local escolhido para a construção do marco na praça pois foi baseado em uma tradição histórica. Na era colonial, os paulistas orientavam-se na indicação de distâncias pela porta do templo que havia no então "largo da Sé", antes da construção da catedral. 
Pouco tempo depois, o exemplo do marco zero de São Paulo começou a ser seguido por outros Estados. No Paraná, por exemplo, o marco foi instalado três anos depois de São Paulo.

### Tombamento
A estrutura foi tombada em 2007 pelo CONPRESP (Conselho Municipal de Preservação do Patrimônio Histórico, Cultural e Ambiental da Cidade de São Paulo), no mesmo ano recebendo uma restauração e, em 2014, completou oitenta anos. 

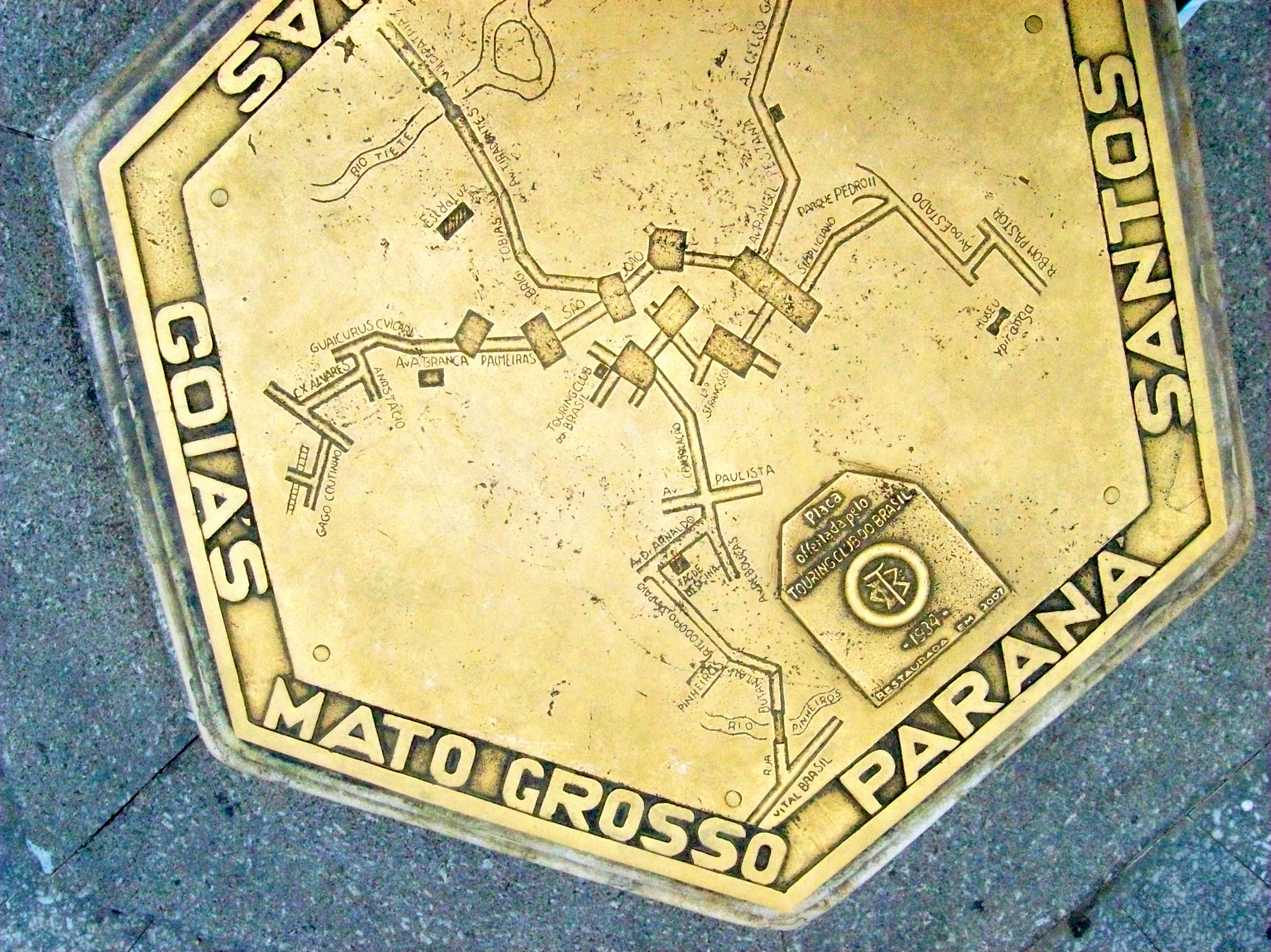
Parte superior do monumento

## Arquitetura
Feito de um bloco de mármore extraído de uma jazida no município de Cachoeira Paulista, o monumento tem formato hexagonal, com a dimensão de 1x13m, 0,70m, 0,70m. Há por cima do mármore uma placa de bronze em que se observa um mapa das estradas que partem de São Paulo. O bloco principal está apoiado sobre uma base com dois degraus de granito de tamanho 0,15m, 2,20m, 2,20m.
Cada face vertical do miniobelisco recoberto de mármore representa, por meio de gravuras, seis importantes lugares para os quais o monumento está voltado. São eles: Paraná (ao sul) representado pela imagem de uma Araucária; Santos (ao sudeste) com a figura de um navio a vapor, de onde saíam os carregamentos de café, a principal fonte de economia da época; Rio de Janeiro (nordeste) que faz alusão ao Pão de Açúcar; Minas Gerais (direção norte) representada por ferramentas de mineração; Mato Grosso (a sudoeste) caracterizado por vestimentas típicas dos bandeirantes e Goiás (noroeste) representado por uma bateia, instrumento utilizado pelos garimpeiros.
A placa de bronze em sua superfície apresenta os principais pontos da cidade na época, como os rios Tietê e Pinheiros, a estação da Luz, a Faculdade de Medicina da USP, o Museu do Ypiranga (como era escrito na época) e as vias da urbe, como por exemplo: a Rua Voluntários da Pátria na zona norte, a Rua da Consolação e a Avenida Paulista. A placa que existe hoje é, na realidade, uma réplica da primeira versão, que foi roubada por seu valor material e histórico. Não existem registros do modelo original, porém, após o tombamento do marco zero e restauração do patrimônio, o material foi substituído por uma cópia.